# Яльчикський
Я́льчикський (рос. Яльчикский, марій. Ялчык) — селище у складі Волзького району Марій Ел, Росія. Входить до складу Обшиярського сільського поселення.

## Населення
Населення — 30 осіб (2010; 25 у 2002).
Національний склад (станом на 2002 рік):
- марі — 36 %
- росіяни — 36 %